# Dame d’atours
Eine Dame d’atours war eine französische Hofdame, die dem Königspaar nahestand und nach der Surintendante de la Maison de la Reine und der Première dame d’honneur den dritten Rang in der Maison de la Reine einnahm. Die Dame d’atours war für die Garderobe, die Première femme de chambre und die Kammerfrauen zuständig. Sie vertrat die Première dame d’honneur bei deren Abwesenheit. Als Franz I. das Prinzip der Unveräußerlichkeit der französischen Kronjuwelen einführte, ging die Verantwortung für die von der Königin erhaltenen Juwelen auf ihre Dame d’atours über, in Erweiterung der Aufgabe zur Garderobe.

## Dames d’atours der Königin

### Caterina de’ Medici
- 1547–1549: Marie Catherine Pierrevive[3]
- 1549–1552: Jacqueline de l’Hospital, Dame d’Aisnay[4]
- 1552–1580: Madeleine Buonaiuti[5][6]
- ab 1581: Charlotte de Sauve[4]

### Maria Stuart
- 1559–1560: Guyonne de Breüil

### Elisabeth von Österreich
- 1570–1574: Marguerite de La Marck-Arenberg[7]
- Catherine de Sousmoulins, Dame de Frozes[4]

### Louise de Lorraine-Vaudémont
- 1575–1590: Louise de La Béraudière du Rouhet

### Maria de’ Medici
- 1601–1617: Leonora Galigaï[8]
- 1619–1625: Nicole du Plessis de Mailly
- 1625–1631: Marie-Madeleine de Vignerot

### Anna von Österreich
- 1615–1619: Luisa de Osorio (gemeinsam mit de Luynes)[9]
- 1615–1626: Antoinette d’Albert de Luynes
- 1626–1626: Marie-Catherine de Senecey
- 1626–1630: Madeleine du Fargis
- 1630–1657: Catherine Le Voyer de Lignerolles[10]
- 1638–1657: Marie de Hautefort[10]
- 1657–1666: Louise Boyer

### Maria Teresa von Spanien
- 1660–1683: Anne-Marie de Beauvilliers

### Maria Leszczyńska
- 1725–1731: Anne-Marie-Françoise de Sainte-Hermine
- 1731–1742: Françoise de Mailly
- 1742–1768: Amable-Gabrielle de Noailles

### Marie-Antoinette von Österreich
- 1770–1771: Amable-Gabrielle de Noailles
- 1771–1775: Adélaïde-Diane-Hortense Mancini-Mazarin
- 1775: Laure Auguste de Fitz-James
- 1775–1781: Marie-Jeanne de Talleyrand-Périgord
- 1781–1791: Geneviève de Gramont

### Joséphine de Beauharnais
- 1804–1809: Émilie de Beauharnais

### Marie-Louise von Österreich
- 1810–1814: Jeanne Charlotte de Luçay

## Weitere Dames d’atours

### Elisabeth Charlotte von der Pfalz
- 1678–1689: Marie de Durfort
- 1680–1722: Anne de Foudras

### Maria Anna Victoria von Bayern
- 1680–1690: Françoise d’Aubigné

### Françoise Marie de Bourbon
- 1692–1696: Anne-Marie-Françoise de Sainte-Hermine

### Maria Adelaide von Savoyen
- 1697–1712: Anne-Marie-Françoise de Sainte-Hermine

### Maria Theresia Rafaela von Spanien
- 1745–1746: Diane-Adélaïde de Mailly-Nesle

### Victoire von Frankreich
- 1786–1799: Angélique-Victoire de Durfort-Civrac

### Élisabeth Philippe Marie Hélène de Bourbon
- 1776–1792: Bonne Marie Félicité de Montmorency-Luxembourg

### Maria Josepha von Savoyen
- 1779–1802: Anne Nompar de Caumont